# Agyrtinae
Agyrtinae es una subfamilia de escarabajos de la familia Agyrtidae. Se sabe muy poco de los hábitos escarabajos Agyrtinae. Se sabe que el género Pteroloma puede cazar caracoles.

## Descripción
Por lo general la base de sus antenas parcialmente cubiertas por un margen frontal prominente, invisible dorsalmente, es decir cuando se les mira desde arriba. Primera articulación antenal, claramente más ancha y más larga que la segunda, tercera articulación claramente más larga que el resto en sus antenas. Los Agyrtinae cuentan con la presencia de una sutura transversal bien marcada en el metasternum y algunos géneros tienen ocelos dorsales.
Los escarabajos Agyrtinae están respaldados por la presencia de una pieza basal libre en forma de anillo y parcialmente fusionada al lóbulo mediano y por la pérdida completa de los parámeros. Excepto por Ecanus está apoyado por dos sinapomorfias únicas, la presencia de una forma particular de superficies que interactúan con los élitros y un esternón andominal en las hembras con proyecciones bífidas o pares.

## Hábitos
Algunos géneros viven en los bosques de Europa Septentrional, otros como las especies del oeste de Estados Unidos, como el Ipelates, viven asociados a madera en descomposición, hongos y hojas en el suelo de los bosques junto con sus larvas. Las especies del género Lyrosoma no son voladoras y se encuentran principalmente en las regiones que rodean las playas de islas del Océano Pacífico y Alaska. Las especies del género Agyrtes viven en regiones templadas y se han descrito activas durante el invierno, incluyendo sus larvas y pupas.

## Lista de géneros
Según ITIS (5 de septiembre de 2021):
- Agyrtes Frölich, 1799
- Ipelates Reitter, 1885
- Lyrosoma Mannerheim, 1853

Según BioLib (5 de septiembre de 2021):
- Agyrtes Frölich, 1799
- Ecano Stephens, 1839
- Ipelates Reitter, 1884
- Lyrosoma Mannerheim, 1853

Según Paleobiology Database (5 de septiembre de 2021) (taxones fósiles):
- Agyrtes
- ipelates

## Taxonomía
El nombre científico de este taxón es Agyrtinae, elegido en 1859 por el entomólogo sueco Carl Gustaf Thomson, siendo el género tipo Agyrtes. También es la subfamilia tipo de la familia Agyrtidae.